# ノヴェンバー・ステップス
『ノヴェンバー・ステップス』（英:  November Steps ）は、武満徹が1967年に作曲した、琵琶、尺八とオーケストラのための音楽作品。ニューヨーク・フィルハーモニックによって初演され、武満が国際的な名声を獲得するきっかけとなった。

## 作曲の経緯
武満にとって邦楽器の使用は1962年の映画『切腹』（監督：小林正樹）に端を発する。映画『暗殺』（1964年松竹映画、監督：篠田正浩）、さらに映画『怪談』（1965年 監督：小林正樹）、そしてNHK大河ドラマ『源義経』（1966年）の音楽を担当。それぞれ琵琶の鶴田錦史、尺八の横山勝也と共同作業で音楽制作をする。この経験を元に現代音楽純音楽作品として、琵琶と尺八のための『エクリプス』を作曲。武満にとって邦楽器のみの初の純音楽作品となる。また琵琶と尺八という組み合わせは邦楽の歴史ではそれまで見られないものであった。
この『エクリプス』の録音を、武満と親しくニューヨーク・フィルハーモニックの副指揮者を務めたことのある小澤征爾が同フィル音楽監督のレナード・バーンスタインに聴かせたところ、バーンスタインが非常に気に入り、これら日本の楽器とオーケストラとの協奏曲を書いて欲しいと武満に依頼することになる。そしてニューヨーク・フィルハーモニック125周年記念委嘱作品としてこの『ノヴェンバー・ステップス』が作曲された。

## 初演
1967年11月9日、ニューヨーク・リンカーン・センターのフィルハーモニック・ホール（デイヴィッド・ゲフィン・ホール）において、鶴田錦史と横山勝也のソロ、小澤の指揮でニューヨーク・フィルハーモニックにより初演された。この初演は大成功を収め、武満の名が世界に知られる契機となった。小澤征爾によると、会場にはレナード・バーンスタインの他に、アーロン・コープランドやクシシュトフ・ペンデレツキらも同席していたという。バーンスタインは涙を流しながら「これは強い生命の音楽だ」と絶賛したという。
なお、ニューヨーク・フィルハーモニック125周年記念の委嘱作品が『ノヴェンバー・ステップス』のみであるかのような記述が世に散見されるが、委嘱は他の多くの作曲家にも依頼されており、武満のこの作品はそれらの中の一つである。そのほかの作曲家と作品としては、アーロン・コープランドの「Inscape」、ロベルト・ジェラール、の「Symphony No.4 “New York”」、ニコラス・ナボコフの「Symphony No.3 “A Prayer”」、ロディオン・シチェドリンの「The Chimes」、リチャード・ロドニー・ベネットの「Symphony No.2」、ロイ・ハリスの「Symphony No.11」、ハワード・ハンソンの「Symphony No.6」、ウォルター・ピストンの「Ricercare」、ヴァージル・トムソンの「Shipwreck and Love Scene」、ロジャー・セッションズの「Symphony No.8」、ウィリアム・シューマンの「To Three Old Cause」、ルチアーノ・ベリオの「Sinfonia」、ウィリアム・ウォルトンの「Capriccio Burlesco」、ミルトン・バビットの「Relata Ⅱ」、レオン・キルヒナーの「Music for Orchestra」、エリオット・カーターの「Concerto for Orchestra」、カールハインツ・シュトックハウゼンの「Hymnen」の計18曲である。

## 楽曲構成
作曲に集中すべく武満が軽井沢のアトリエに来た際、その手元にはドビュッシーの『牧神の午後への前奏曲』と『遊戯』の楽譜を携えていたという。『ノヴェンバー・ステップス』の作曲が難航を続けるなか、ドビュッシー作品の模写として『ノヴェンバー・ステップス第2番』（のちに『グリーン』と改題）を先に完成している。
作曲開始当初、武満は『ウォーター・リング』という題名を考えていたが、アメリカの画家で友人のジャスパー・ジョーンズに話すと、武満の発想を理解しつつも、アメリカではウォーター・リングとは浴槽に付いた泡を意味するのでタイトルを変えた方がよいと語ったため、ジョーンズの意見にしたがった。結果として11月に初演されることもあって『ノヴェンバー・ステップス』（十一月の階梯）というタイトルがつけられた。
曲は区切りなく演奏される11の並列された「段」（ステップ）からなる。（「段」＝邦楽における楽曲の構成単位。）琵琶と尺八のソロパートは、五線譜で書かれているものの、玉のみが書かれ音価は示されておらず「間」の取り方は比較的自由であるが、代わりに演奏法が細かく指示されている。特に長時間に及ぶカデンツァ部分（第十段）は図形楽譜で書かれており、演奏家に大きく自由がゆだねられている。これらの書法は前作『エクリプス』に由来しているが、同時にまた当時アメリカ実験音楽の影響を受けて流行していた偶然性の音楽を邦楽の持つ伝統的感覚と結びつける意味合いもあった。初演者以外の演奏では色々な試行錯誤があったが、初演者によるカデンツァの演奏法は、鶴田・横山が作曲者に相談して、図形楽譜の約束事どおりに「翻訳」をして、ある程度演奏を固定化することに決めたため、琵琶と尺八の演奏はほぼ固定されている。
小澤指揮トロント交響楽団・1967年RCA、同サイトウ・キネン・オーケストラ・1989年フィリップス、岩城宏之指揮NHK交響楽団・1984年ソニー、若杉弘指揮東京都交響楽団・1991年デンオンなどのCDを聞き比べると、ソロパートがどれもほぼ一緒の様式を保っていることが確認できる。
オーケストラによる徹底した前衛語法は、琵琶と尺八の伝統的五音音階の印象を全く掻き消し、楽器の持つ「障り」（ノイズ）の持ち味を最大限に引き立たせる。この曲に対する評価は西洋音楽と東洋音楽の「融合」であると評すものもいれば、邦楽と洋楽の、さらには琵琶と尺八の「拮抗」であるという意見もある。しかし明らかなのは同時期の武満作品、例えば『アーク』、『クロッシング』、『アステリズム』などに見られる一元的なクライマックスを求めるテクスチュアが、この『ノヴェンバー・ステップス』ではそれほど強く見られず、むしろ邦楽器の持つテンションを保つためにオーケストラのテンションは徹底して分散させ、邦楽器の後ろに回っていることが、それらの作品との対比としての最大の特徴であると言える。また金管楽器を中心に曲の前半で一瞬だけ現れる協和音は、リゲティの『アトモスフェール』を髣髴とさせながらも、武満のその後の作品、例えば『グリーン』や『カトレーン』、『鳥は星型の庭に降りる』を予感させる。
この作品に対して武満自身は「オーケストラに対して、日本の伝統楽器をいかにも自然にブレンドするというようなことが、作曲家のメチエであってはならない。むしろ、琵琶と尺八がさししめす異質の音の領土を、オーケストラに対置することで際立たせるべきなのである」「洋楽の音は水平に歩行する。だが、尺八の音は垂直に樹のように起る」と述べている。

## 編成
スコア（ペータース社）には配置が指定されている。弦楽器群、打楽器、ハープは舞台上で左右に分かれて配置される（以下、「左」「右」は客席から見た方向を示す）。
- 独奏楽器（指揮者よりも客席側に位置する）
  - 琵琶（左側）
  - 尺八（右側）二尺三寸、A管
- 木管楽器（舞台中央の後方に位置する）
  - オーボエ2
  - クラリネット3
- 金管楽器（木管楽器の後方に位置する）
  - トランペット（C管）2
  - トロンボーン（テナー）3
- 打楽器（管楽器の両脇に分かれる）
  - 左側（奏者2名）：チューブラベル、ゴング3、タムタム2、チャイニーズシンバル1
  - 右側（奏者2名）：チューブラベル、ゴング3、タムタム2
- ハープ2（左右に分かれ、弦楽器群の内側に位置する）
- 弦楽器（それぞれの楽器が左右に分かれる。2つの弦楽器群はできるだけ離れること。）
  - ヴァイオリン24（12×2）
  - ヴィオラ10（5×2）
  - チェロ8（4×2）
  - コントラバス6（3×2）

## 演奏
この曲はその後多くの指揮者と世界中のオーケストラ、しかしソロパートはほとんど全て鶴田錦史と横山勝也によって、何百回という演奏に恵まれた。小澤指揮サイトウ・キネン・オーケストラ、1991年のフィリップス録音のCD解説によれば、鶴田は「150回目くらいまでは数えていたが、後はわからなくなってしまった」という。
鶴田、武満、そして横山が亡くなった現在では、彼らの次世代の演奏家たちへとその演奏が受け継がれている。特に間の取り方や図形楽譜によるカデンツァの演奏方法は、伝統邦楽と同様にほぼ口伝による指導が行われたという。ただし、武満が亡くなった直後のジョン・海山・ネプチューンの尺八による演奏会では、彼のカデンツァ部分があまりに従来の慣例と掛け離れてジャズ的であったため賛否両論に分かれ、当時の音楽雑誌などではほぼ不評であった。

## 関連楽曲
本作はニューヨーク・フィル創立125周年記念の委嘱作だが、創立150年記念の際も武満に『系図』という作品を委嘱した。
『ノヴェンバー・ステップス』にはこの曲の他、当初『ノヴェンバー・ステップス第2番』と名付けられ、子供のための音楽と位置づけられたもう一つの曲があった。それは『ノヴェンバー・ステップス』とは大分印象が異なり、ずっと調性的でドビュッシーの『遊戯』からの影響があるため、当時の現代音楽の批評家からは退嬰と映り、批判的であった。題名は『ノヴェンバー・ステップス』があまりにも有名になったため、この第2番を『グリーン』と改題した。
その他、もう一つの同編成の楽曲として、琵琶、尺八、オーケストラのための『秋』が存在する（鶴田錦史による委嘱）。鶴田のためにはまた三面の琵琶のための『旅』も書かれており、鶴田が一人で演奏した多重録音によるレコードがある。（いずれも1973年。）
武満以外の作曲家で同様に琵琶と尺八の編成を持つ作品としては、石井眞木作曲の「琵琶、尺八、ハープ、フルートとオーケストラのための『ポラリテーテン』」（1973年、CD表記では「独奏者とオーケストラのための」という副題）、野平一郎作曲の「琵琶、尺八、リュート、リコーダーのための『河間地』」（2003年、日蘭友好400周年委嘱作品）などが挙げられる。